# آنجلینا بالرینا
آنجلینا بالرینا (به انگلیسی: Angelina Ballerina) یک مجموعهٔ کتاب کودکانه به نویسندگی کاترین هولابرد و تصویرگری هلن کریگ می‌باشد که روایت‌گر موشی داستانی به‌نام آنجلینا جینت موسلینگ می‌باشد که درحال تمرین برای بالرین شدن می‌باشد